# 奥林匹克运动会也门代表团
也门於1992年首次參加夏季奥林匹克运动会，此後每屆都有參與。1981年1月1日，也门奥委会得到国际奥委会的承认。在1990年也門統一統一之前，葉門運動員分別以北葉門 (阿拉伯也门共和国; 1984、1988) 或 南葉門 (也门民主人民共和国; 1988)參賽。葉門目前尚未獲得任何獎牌。

## 獎牌榜

### 夏季獎牌榜
| 賽事             | 參賽人數                                 | 金牌                                     | 銀牌                                     | 銅牌                                     | 總計                                     | 排名                                     |
| 1984年洛杉磯     | 以 北也门（YAR）名義參賽                 | 以 北也门（YAR）名義參賽                 | 以 北也门（YAR）名義參賽                 | 以 北也门（YAR）名義參賽                 | 以 北也门（YAR）名義參賽                 | 以 北也门（YAR）名義參賽                 |
| 1988年漢城       | 以 北也门（YAR）和 南也门（YMD）名義參賽 | 以 北也门（YAR）和 南也门（YMD）名義參賽 | 以 北也门（YAR）和 南也门（YMD）名義參賽 | 以 北也门（YAR）和 南也门（YMD）名義參賽 | 以 北也门（YAR）和 南也门（YMD）名義參賽 | 以 北也门（YAR）和 南也门（YMD）名義參賽 |
| 1992年巴塞隆納   | 13                                       | 0                                        | 0                                        | 0                                        | 0                                        | –                                        |
| 1996年亞特蘭大   | 4                                        | 0                                        | 0                                        | 0                                        | 0                                        | –                                        |
| 2000年悉尼       | 2                                        | 0                                        | 0                                        | 0                                        | 0                                        | –                                        |
| 2004年雅典       | 3                                        | 0                                        | 0                                        | 0                                        | 0                                        | –                                        |
| 2008年北京       | 5                                        | 0                                        | 0                                        | 0                                        | 0                                        | –                                        |
| 2012年倫敦       | 4                                        | 0                                        | 0                                        | 0                                        | 0                                        | –                                        |
| 2016年里約熱內盧 | 3                                        | 0                                        | 0                                        | 0                                        | 0                                        | –                                        |
| 2020年東京       | 5                                        | 0                                        | 0                                        | 0                                        | 0                                        | –                                        |
| 2024年巴黎       | 4                                        | 0                                        | 0                                        | 0                                        | 0                                        | –                                        |
| 總計             | 總計                                     | 0                                        | 0                                        | 0                                        | 0                                        | –                                        |